# Dramatiska Institutet
Ne doit pas être confondu avec Collège dramatique de Stockholm.
Le Dramatiska Institutet est une école suédoise à Stockholm fondée en 1970 consacrée au cinéma, à la radio, à la télévision et au théâtre.

## Histoire
L'école a fusionné avec le Collège dramatique de Stockholm (Teaterhögskolan i Stockholm) en 2011.

## Personnalités rattachées à l'école
- Josef Fares
- Mark Levengood
- Anders Lundin
- Lukas Moodysson
- Kjell Sundvall
- Lisa Siwe
- Hanna Hartman